# 칠로에 제도
칠로에 제도(스페인어: Archipiélago de Chiloé, es, es)는 칠레 해안 로스라고스 주에 위치한 섬들의 집합이다. 북쪽으로는 차카오 해협, 동쪽으로는 칠로에 해, 남동쪽으로는 코르코바도 만에 의해 칠레 본토와 분리된다. 데세르토레스 제도를 제외한 모든 섬은 칠로에 현을 형성한다. 주요 섬은 칠로에섬이다. 대략 직사각형 모양이며, 이 섬의 남서쪽 절반은 울창한 숲, 습지, 그리고 일부 지역에는 산이 있는 황무지이다. 칠로에섬 북동부와 동쪽 섬들의 풍경은 완만한 언덕으로 이루어져 있으며, 목초지, 숲, 경작지가 모자이크처럼 펼쳐져 있다.
이 군도는 칠레 내에서 독특한 민속, 신화, 감자, 요리 및 독특한 건축으로 잘 알려져 있다. 칠로에의 문화는 칠레나 서구 세계와 거의 접촉하지 않은 채 수세기 동안 고립된 우일리체, 스페인, 초노의 영향이 혼합된 결과이다. 시원하고 온화한 기후, 풍부한 해양 자원 및 크고 무성한 숲 또한 섬의 삶을 형성하는 데 중요한 역할을 했다.
식민지 시대에 칠로에는 칠레와 파타고니아에 대한 네덜란드와 영국의 침입에 대한 방어에 중요한 요새였다. 이 군도는 칠레에서 마지막으로 스페인령이었으며, 1826년까지 애국자 침략을 성공적으로 격퇴했다. 19세기에는 이 군도가 파타고니아의 칠레 식민지화의 출발점이었다. 주요 탐험대가 칠로에에서 결성되었을 뿐만 아니라, 수천 명의 칠로테 사람들이 인구가 희박한 본토로 이주하여 양 사육 에스탄시아에서 일하거나, 철도 건설 노동자로 일하거나, 독립적인 정착민이 되었다. 마법에 대한 믿음은 이 군도에서 흔했으며, 1880년 칠레 당국이 비밀결사를 통해 군도를 통치한다고 알려진 마법사들을 재판에 회부할 정도로 영향력이 컸다.
한때 칠레의 고립되고 낙후된 지역으로 여겨졌던 이 군도는 오늘날 연결성이 증가하고 앙쿠드, 카스트로, 케욘과 같은 도시의 성장이 있음에도 불구하고 시골적 특징을 유지하고 있다. 1990년대 이후로 연어 양식과 관광은 이 군도에서 중요한 수입원이 되어 어업 및 소규모 농업과 같은 전통적인 활동을 보완하고 있다.

## 지리

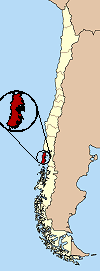
칠레 내 위치

칠로에현(스페인어: Provincia de Chiloé)은 데세르토레스 제도를 제외한 칠로에 제도의 모든 섬과 과포섬을 포함하며, 총 면적은 약 9,181 제곱킬로미터 (3,545 제곱마일)이다. 현의 행정 중심지는 카스트로 시이며, 로마 가톨릭교회 주교의 주교좌는 앙쿠드이다. 칠로에 현은 칠로에 북쪽 본토의 칠레 호수 지역으로 주로 구성된 로스라고스주의 일부이며, 이 주의 행정 중심지는 푸에르토몬트이다.
칠로에섬은 군도에서 가장 큰 섬으로, 면적은 8,394 제곱킬로미터 (3,241 제곱마일)이다. 대략 직사각형 모양이며, 장축이 남북으로 뻗어 있다. 칠로에섬 동쪽에는 군도의 다른 대부분의 섬들을 포함하는 칠로에 해가 있다. 칠로에 해는 칠로에섬과 팔레나현 (대륙 칠로에라고도 불림)을 분리하는 연해이다. 칠로에 해의 주요 섬들은 킨차오, 레무이, 트랑키, 그리고 데세르토레스 제도이다. 군도의 북동쪽과 남동쪽에는 앙쿠드만과 코르코바도 만이 있으며, 전자는 칠로에 해의 일부이다. 칠로에섬 남서쪽 약 40 킬로미터 (25 마일) 지점에는 군도의 가장 남쪽에 있는 섬인 과포섬이 있다.
칠로에섬은 북쪽의 2-킬로미터-wide (1.2-마일) 차카오 해협에 의해 칠레 본토와 분리되어 있다. 좋은 항구 대부분은 섬의 북부 및 동부 해안에 위치하고 있다. 동부 해안은 일련의 반도와 만으로 이루어져 있으며, 특히 수도 카스트로가 위치한 카스트로만이 유명하다. 칠로에섬 서부와 과포섬 전체는 언덕이 많고 숲으로 덮여 있다. 언덕은 피우첸 산맥과 피룰릴 산맥의 두 개의 남북 산맥으로 나뉘며, 쿠카오 및 우일리나코 호수에 의해 분리된다. 이 산맥들은 군도에서 가장 높은 지점을 포함하며 800 미터 (2,600 피트)를 넘지 않는다. 서부 숲의 저지대는 경관 전반에 걸쳐 수많은 작은 호수와 습지로 덮여 있다.
본토로 향하는 다리가 군도에 계획되어 있지만, 일부 주민들은 오염과 서식지 파괴를 우려하여 반대하고 있다. 차카오 해협 교량은 칠로에섬 북쪽 끝의 5번 국도에 위치한 앙쿠드 코무나의 차카오 마을과 본토의 칼부코 코무나의 파르과 마을을 차카오 해협을 가로질러 연결하는 페리를 대체할 것이다.

## 동식물

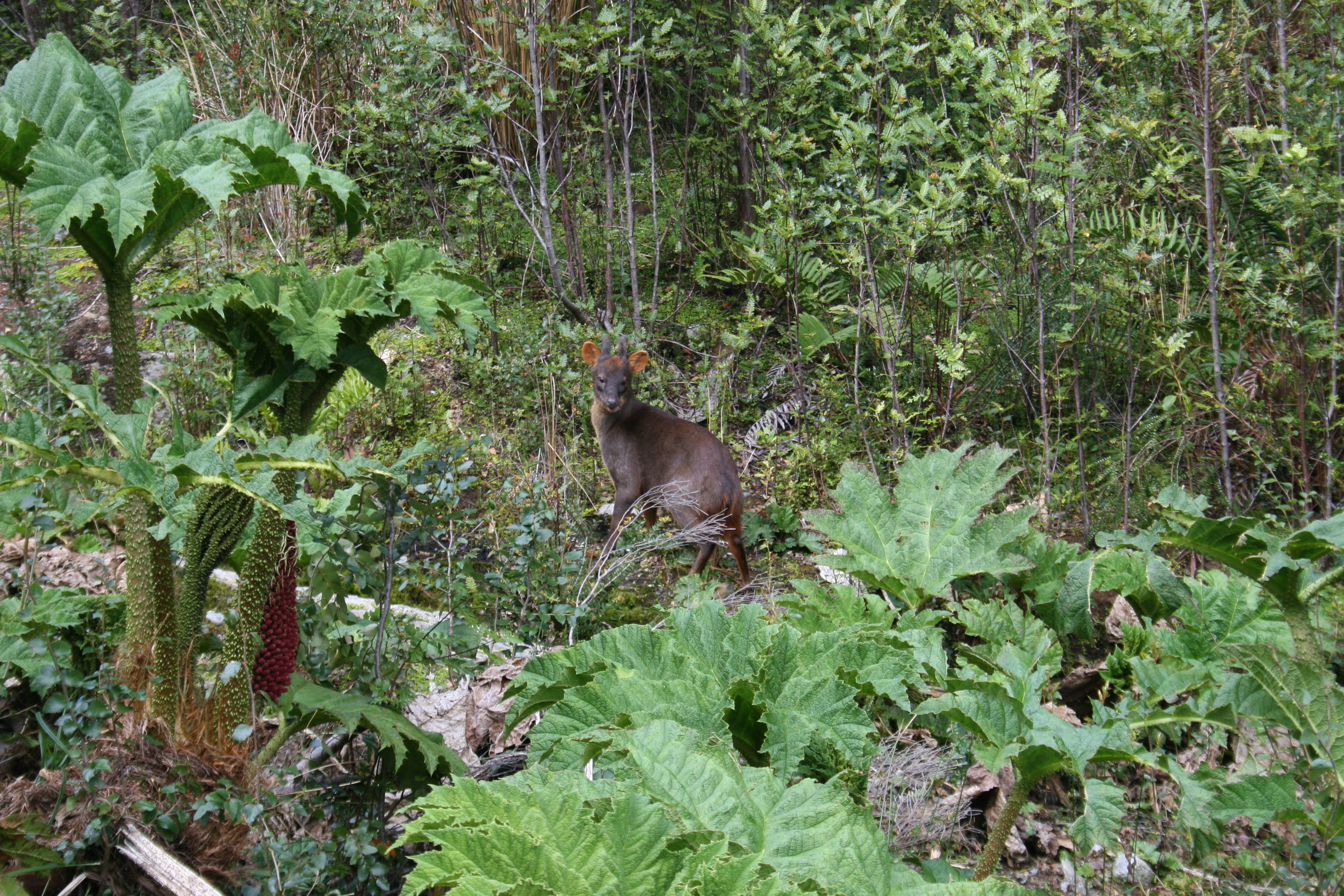
세계에서 가장 작은 사슴 중 하나인 남부 푸두가 산 페드로 섬의 칠레 대황 사이에 있다.

군도의 원래 식생은 발디비아 온대우림으로, 매우 빽빽한 하목층과 많은 이끼 및 양치류를 포함한 다양한 식물 종을 가진 숲이다. 섬의 서부와 남부 지역은 여전히 대부분 원시림으로 덮여 있다. 주목할 만한 종으로는 아라얀(루마 아피쿨라타), 코이후에(노토파구스 돔베이이), 퀼라(추스케아 퀼라), 칠레 대황, 아벨라노(게비나 아벨라나)가 있다. 핏츠로야 쿠프레소이데스와 테푸(테푸알리아 스티풀라리스)는 피우첸 산맥과 피룰릴 산맥의 배수 불량 토양에서 자란다. 얀키우에 빙하 작용이 끝나기 전, 칠로에섬 남부 지역은 개방된 경관이었다. 이는 약 12,500년 전 기후가 따뜻해지고 숲이 이 지역을 식민지화하면서 변했다. 피우첸 산맥의 상부 지역은 현지에서 라 캄파냐로 알려져 있으며, 마젤란 이탄 지대 식생을 가지고 있다.

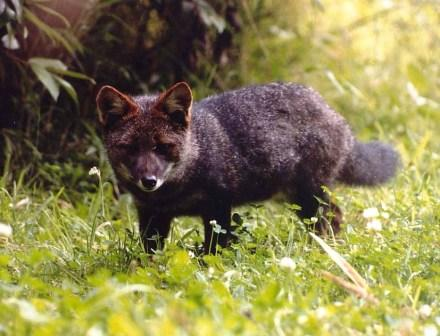
다윈여우(Lycalopex fulvipes)는 칠레 해안 산맥 남부에 고유하다.

스페인 이전 시대의 농업 도입은 현재 칠로에섬 동부와 북부 해안을 지배하는 목초지와 농장의 흩어진 풍경의 기원이 되었다. 게비나 아벨라나와 파시쿨라리아 비콜로르와 같은 일부 자생 식물은 식용 가능한 씨앗을 가지고 있으며, 칠레 대황과 같은 다른 식물은 식용 가능한 줄기를 가지고 있다. 칠로에에 고유한 가장 주목할 만한 식용 식물은 감자(Solanum tuberosum)로, 페루와 볼리비아의 안데스 감자와는 달리 칠레 남부 고위도에 만연한 장일 조건에 적응되어 있다. 이 감자의 수백 가지 품종이 칠레 정복 이전부터 현지 원주민에 의해 재배되었으며, 역사적 및 분자적 증거는 이 품종이 전 세계에서 가장 널리 재배되는 감자 품종인 S. tuberosum tuberosum의 조상임을 시사한다.
토착 동물상에는 많은 새들이 포함되어 있으며, 그 중 몇몇 아종은 군도에 고유종이다. 육상 포유류 중 가장 큰 것은 다윈여우 (찰스 다윈이 산 페드로 섬, 칠로에에서 처음 표본을 채집했기 때문에 그렇게 이름 붙여졌다)와 작은 사슴인 푸두이다. 해양 포유류에는 커머슨돌고래와 남아메리카바다사자가 있으며, 이들은 바다 근처의 바위 노두에 군집을 이룬다. 몇몇 종의 고래가 섬 주변에서 목격되었으며, 특히 대왕고래(알파과라 프로젝트도 참조)와 심각한 멸종 위기에 처한 남방긴수염고래가 그렇다.

## 역사

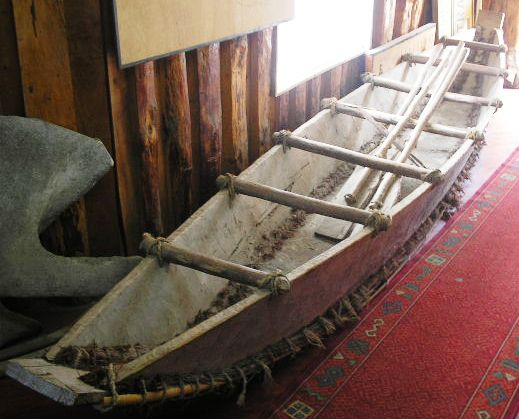
초노족, 우일리체족, 그리고 칠로에에 거주하는 스페인인들이 사용했던 배의 일종인 달카의 재건축.

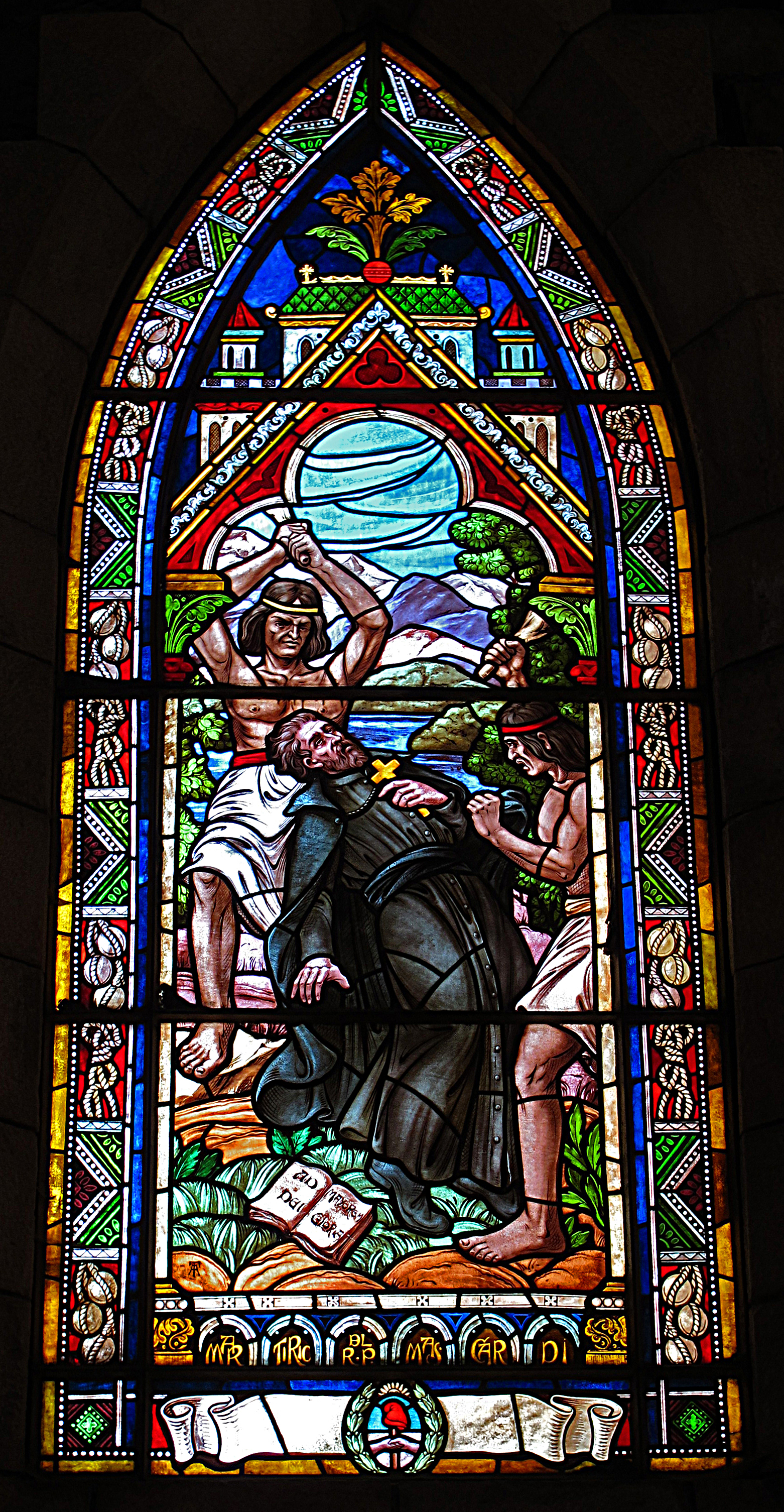
산카를로스데바릴로체 성당에 전시된 니콜라스 마스카르디는 칠로에를 나우엘 우아피 호수 주변 탐험 및 선교 활동의 출발점으로 삼았던 예수회 신부 중 한 명이다.

### 스페인 이전 시대
칠로에 제도는 몬테 베르데에서 발견된 고고학적 유물에 따르면 빠르면 기원전 12,000년에서 11,800년에 인구가 거주했을 수 있다. 몬테 베르데는 본섬에서 50 킬로미터 (31 마일)도 떨어지지 않은 곳에 위치해 있다. 칠로에의 첫 민족적으로 식별 가능한 주민은 해양 유목민인 초노족으로 추정된다. 이로 인해 초노족이 칠로에 제도의 풍부한 패총 유적의 대부분을 남긴 민족이라는 가정이 나왔지만, 이 주장은 확인되지 않았다.
칠로에 제도에는 초노족의 어원을 가진 다양한 지명이 있지만, 칠레 정복 당시 군도의 주요 원주민 언어는 우일리체어였다. 연대기 작가 호세 페레스 가르시아가 제시한 이론에 따르면, 쿤코족은 스페인 이전 시대에 더 북쪽에 있는 우일리체족의 압박으로 칠로에섬에 정착했으며, 우일리체족은 마푸체족에 의해 밀려나고 있었다. 쿤코족, 우일리체족, 마푸체족은 모두 넓은 마푸체 민족 그룹에 속한다.
해안 민족이었던 쿤코족은 칠로에 북쪽 본토에서 건너와 이슬라 그란데의 동쪽 해안에 정착하여 원예와 어업을 행했다. 일부 기록에는 칠로에섬의 북부 절반이 쿤코족의 영토였다고 언급한다.
칠로에는 마푸체(아라우칸족) 세계와 남부 부족들 사이의 접촉 지점이었다고 말할 수 있다.

### 스페인 식민지 (1567–1826)
주요 섬은 1553년에 프란시스코 데 울로아에 의해 처음으로 스페인 사람들에게 발견되었다. 1567년, 이 섬은 110명의 스페인 원정대를 이끌었던 마르틴 루이스 데 감보아 대위에 의해 스페인에 정복되었다. 감보아는 이 섬들을 총독으로서 원정대를 조직했던 로드리고 데 키로가의 출신지를 기리기 위해 누에바 갈리시아(새 갈리시아)라고 명명했다. 감보아는 1567년에 카스트로에 정착지를 건설했으며, 이 정착지는 후에 예수회 선교의 본부가 되었고 1768년 앙쿠드 설립 전까지 지방의 수도였다.
초기 식민지 시대에 스페인인들은 여러 구세계 작물과 농업 시스템을 도입했다. 이들 작물과 시스템 중 일부는 좋지 않은 결과를 낳았지만, 돼지와 사과나무의 도입은 성공적이었다. 돼지는 풍부한 조개류와 넓은 조석에 노출된 해조류로부터 혜택을 받았다. 밀은 불리한 기후 때문에 토착 감자에 비해 적은 양으로 재배되었다.
식민지 초기에 영적 노동은 메르체다리오회와 프란치스코회에 의해 수행되었다. 최초의 예수회 신부들은 1608년에 도착했고 1612년 카스트로에 첫 교회를 세웠다. 여러 섬에 흩어져 사는 인구 때문에 예수회는 수많은 채플과 교회를 포함하는 순환 선교 시스템을 구축했다. 순환 선교의 사제들은 9월부터 5월까지 달카를 사용하여 흩어진 선교지를 여행했다. 예수회는 1660년 카스트로에 콜레기움을 설립했다. 1767년 예수회 억압이 이루어졌을 때, 13명의 예수회 선교사와 79개의 채플이 있었다. 1771년부터 프란치스코회가 칠로에에서 예수회의 역할을 이어받았다.
해적 및 사략선 위협의 결과로, 스페인 당국은 칠로에 남쪽의 과이테카스 제도를 비우도록 명령하여 적들이 원주민 인구의 어떠한 지원도 받을 수 없게 했다. 이는 스페인이 칠로에 섬을 방어하는 데 노력을 집중해야 한다고 생각했던 안토니오 나르시소 데 산타 마리아 총독의 생각과 일치했다. 과이테카스 제도의 비움은 토착 초노 인구가 칠로에 제도에 정착하여 점차 동화되었음을 의미했다.
앙쿠드는 1767년에 칠로에의 수도가 되었다. 1784년, 칠로에 섬은 부르봉 개혁의 결과로 식민지 페루 부왕령의 직접적인 종속이 되었고, 대륙 칠레는 부왕령 내의 총독령이었다. 수도의 변경과 종속으로의 전환은 칠로에 군도에 대한 새로운 전략적 관점에 해당했다. 처음에는 스페인인들에게 칠로에는 정복하기에 충분히 부유한 식민지로 여겨졌지만, 나중에는 칠레 본토로부터의 지리적 고립과 본토의 아라우코 전쟁으로 인해 문제 지역이 되었다. 칠로에 섬은 우일리체족과 마푸체족과의 분쟁으로 칠레 본토를 괴롭혔던 혼란으로부터 대체로 면제되었지만, 1712년에 큰 우일리체 반란으로 큰 영향을 받았다.
식민지 시대 동안 칠로에는 파타고니아 내륙과 그 해협을 향한 일련의 탐험의 기지 역할을 했다. 예수회의 니콜라스 마스카르디는 부릴로체 고개를 통해 안데스 산맥을 넘어 1670년에 나우엘 우아피 호수 기슭에 선교부를 설립했다. 칠로에에 정착한 예수회 신부들은 칠로에 남쪽 섬들에서 초노족을 칠로에 군도로 데려와 정착시켰고, 이는 섬의 스페인계 우일리체족과 동화되는 결과를 낳았다.

#### 왕당파의 거점 (1812–1826)

1817년 차카부코 전투 이후 칠레와 페루 부왕령이 통제하던 영토. 칠로에와 발디비아는 해로로만 접근 가능한 고립 지역이었다.

스페인 재점령 이후 독립 전쟁이 다시 시작된 칠레 중앙 지역과는 달리, 칠로에는 결코 파트리아 비에하 (구 공화국)에 합류하지 않았고, 오히려 지역 스페인 행정부를 전복하려 음모를 꾸미기보다는 스페인에 광범위한 지지를 보냈다. 1812년부터 칠로에 출신 남성들은 왕당파를 위해 칠레, 볼리비아, 페루에서 싸우기 위해 병사로 징집되었다. 1817년 12월, 이 섬은 칠레 본토에서 도망친 스페인 왕당파의 마지막 거점(함께 발디비아)이 되었다. 토머스 코크레인이 이끄는 칠레 원정대는 윌리엄 밀러 지휘하에 60명의 병력을 상륙시켰지만, 작지만 재앙적인 아구이 전투 이후 정복에 실패했다. 또 다른 실패한 정복 시도는 1824년에 발생했는데, 칠로에 섬에 상륙한 호르헤 보셰프가 모코풀리 전투에서 매복 공격을 받았다. 1826년 1월 15일에 비로소 안토니오 데 킨타닐라의 왕당파 군대가 라몬 프레이레가 이끄는 새로운 군사 원정대에 항복을 협상했고, 이 섬은 독립적인 칠레 공화국에 완전히 편입되었다. 비록 스페인은 1844년까지 칠레를 인정하지 않았지만 말이다.
마지막 스페인 군정장관은 다음과 같다:
- 마리아노 오소리오 1817년 12월 – 1818년
- 안토니오 데 킨타닐라 1818년 – 1826년 1월 15일

### 칠레 공화국 (1826년 이후)
찰스 다윈은 1834년 6월 28일 칠로에에 도착하여 6개월 동안 머물면서 자신의 일기에 남부 칠레에 대한 인상을 기록했다. 이 군도는 옛 왕당파의 거점이었으며, 19세기 동안 그 주민들은 왕이 없다는 불평으로 알려져 있었다. 다윈은 1834년에 칠로에에 대해 다음과 같이 썼다: "인디언들은 '우리는 불쌍한 인디언이고 아무것도 모르지만, 왕이 있었을 때는 그렇지 않았다.'라고 말하면서 모든 불평을 끝냈다."
칠로에는 식민지 시대에 방어 요새였으므로, 칠레 공화국은 칠로에를 남부 영토로의 영토 확장 거점으로 활용했다. 1843년 푸에르테 불네스를 건설한 마젤란 해협 원정대는 칠로에에서 조직되었다. 1850년대에는 칠로에가 얀키우에 호수 식민지화의 물류 지원에 다시 중요한 역할을 했고, 이곳에서 독일인 정착민들은 토지를 받았다. 파타고니아에서 칠레로 편입된 마지막 주요 부분인 아이센 또한 칠로에에서 탐험되고 정착되었다. 파타고니아 식민지화 과정에서 칠로테 이민자들은 1890년에서 1950년 사이에 파타고니아에 설립된 축산업 기업의 노동력의 큰 부분을 차지했다.
19세기 말에서 20세기 초에 걸쳐 수천 명의 칠로테 사람들이 본토로 이주하여 칠레 남부의 철도 철도 노동자로 일하거나 아르헨티나 파타고니아의 칠레인 소유 축산 기업에서 일했다. 일부 칠로테 사람들은 독립적인 정착민으로 자리 잡았는데, 이는 리오네그로 영토의 바예 만소에서 많은 경우였다.
19세기 후반부터 20세기 초에 걸쳐 칠로에는 본토의 푸에르토몬트에 비해 경제적, 정치적 중요성을 잃어, 1863년에는 푸에르토몬트가 자체 현의 수도가 되었고, 1927년에는 칠로에 군도가 푸에르토몬트를 중심으로 하는 새로운 현에 편입되었다.
앙쿠드 대성당은 파괴되었고 카스트로는 1960년 발생한 역사상 가장 강력한 지진인 칠레 대지진으로 심하게 손상되었다. 1982년, 현의 수도는 20년 이상 만에 카스트로로 다시 옮겨졌다.
1980년대 이후 칠로에의 경제는 대규모 상업 어업, 수산양식(특히 연어 양식), 그리고 최근에는 관광에 점점 더 의존하게 되었다. 1970년대 피노체트 독재 정권하에 칠레가 신자유주의 경제 모델을 채택하면서 시작된 이 지역의 급속한 산업화는 섬 인구의 주요 인구 통계학적 변화를 가져와, 1980년대에는 대다수가 농촌 지역에 거주했지만 2012년에는 60% 이상이 도시 지역에 거주하게 되었다.

## 문화
칠레의 다른 지역으로부터 물리적으로 고립된 부분도 있어, 칠로에는 특별한 건축 양식과 지역 문화를 가지고 있다. 19세기에 파타고니아와 칠레 남부를 식민지화하는 동안, 많은 칠로테인들이 이주하여 그곳에 정착하면서 칠로에의 문화적 요소가 그 지역으로 퍼져나갔다.

### 건축

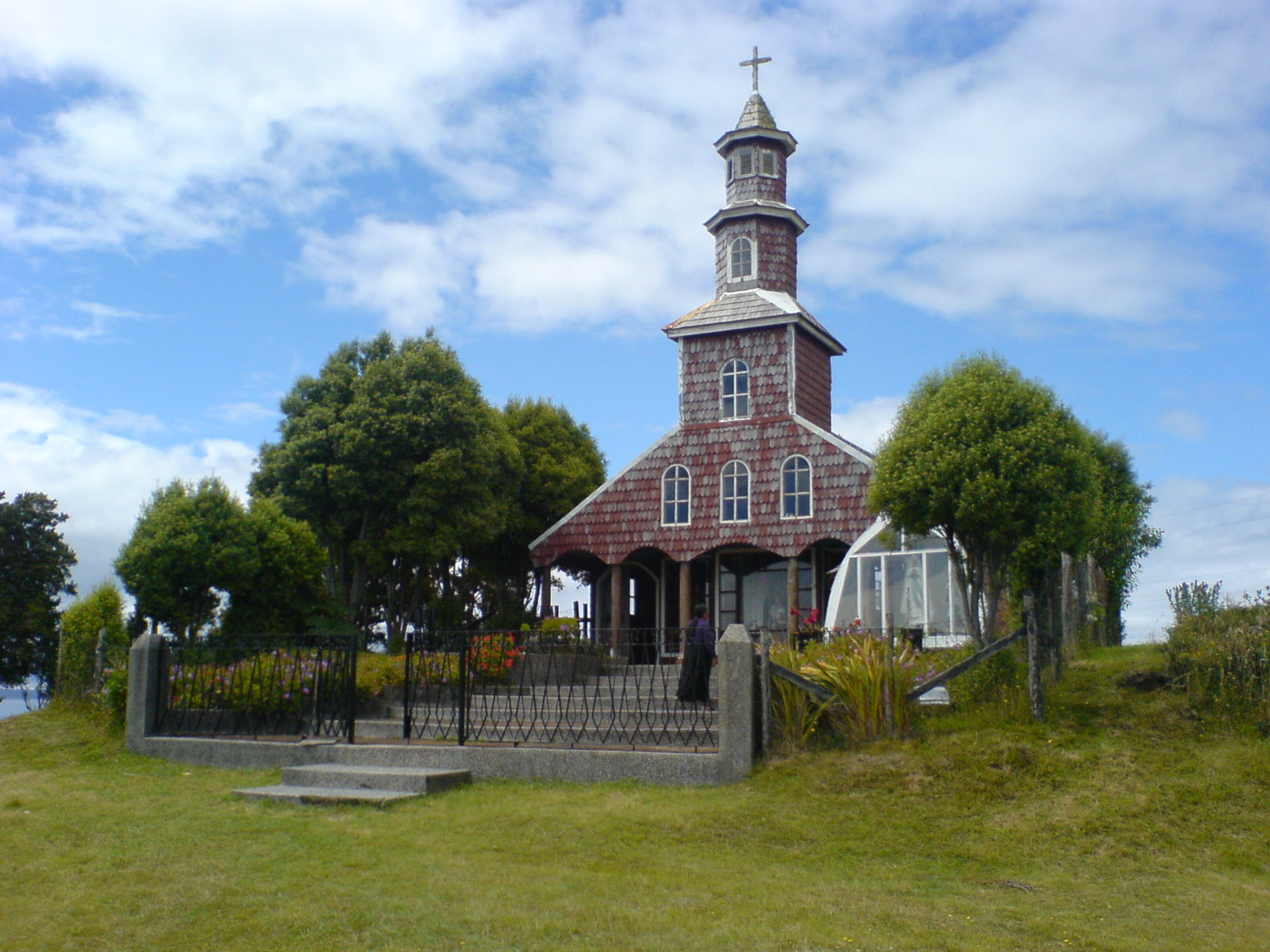
차카오 근처 이 교회는 식민지 시대 성직자들이 도입한 바로크 양식과 신고전주의 양식의 흔적을 보여준다.

칠로탄 건축은 주로 칠로에섬과 인근 지역으로 제한되는 독특한 건축 양식이다. 칠레의 다른 지역으로부터 물리적으로 고립되어 있고, 다른 재료에 접근할 수 있었기 때문에, 칠로에는 전형적인 스페인 식민지 건축과는 크게 다른 특별한 건축 양식을 가지고 있다. 16세기에 도착한 스페인인들과 그 뒤를 이은 예수회 선교사들은 이교도 땅에 기독교를 전파하기 위해 수백 개의 작은 목조 교회를 지었고, 그 결과 로마가톨릭주의와 이교 신앙이 혼합되었다. 또한, 평평한 목재 타일을 널빤지(목재 널빤지)로 사용하는 것이 건축의 주요 특징이 되었다. 이 칠로에섬 교회 중 16개가 여전히 남아있으며 유네스코 세계유산으로 지정되었다.
식민지 시대 칠로에의 거의 모든 집과 건물은 목재로 지어졌으며, 목재 널빤지가 광범위하게 사용되었다. 핏츠로야의 지붕 널빤지는 돈으로 사용되어 레알 데 알레르세라고 불렸다. 19세기 후반에는 카스트로와 촌치 같은 도시에서 많은 팔라피토스(호상 가옥)가 건설되었다.
이 지역의 주택과 호텔 또한 일반적으로 밝고 대담한 색상으로 칠해진 목재 널빤지를 사용한다. 지역에 따라 팔라피토스는 칠로에의 또 다른 독특한 건축 특징이다. 이들은 목재 기둥 위에 지어진 전통 어부들의 집이다.

### 칠로테 스페인어
칠로테 스페인어는 칠로에 제도에서 사용되는 스페인어의 방언이다. 이 방언은 억양, 발음, 문법, 어휘에서 표준 칠레 스페인어와 확연한 차이를 보이며, 특히 우일리체어의 마푸둥군어 변형에 영향을 받았다.

### 요리

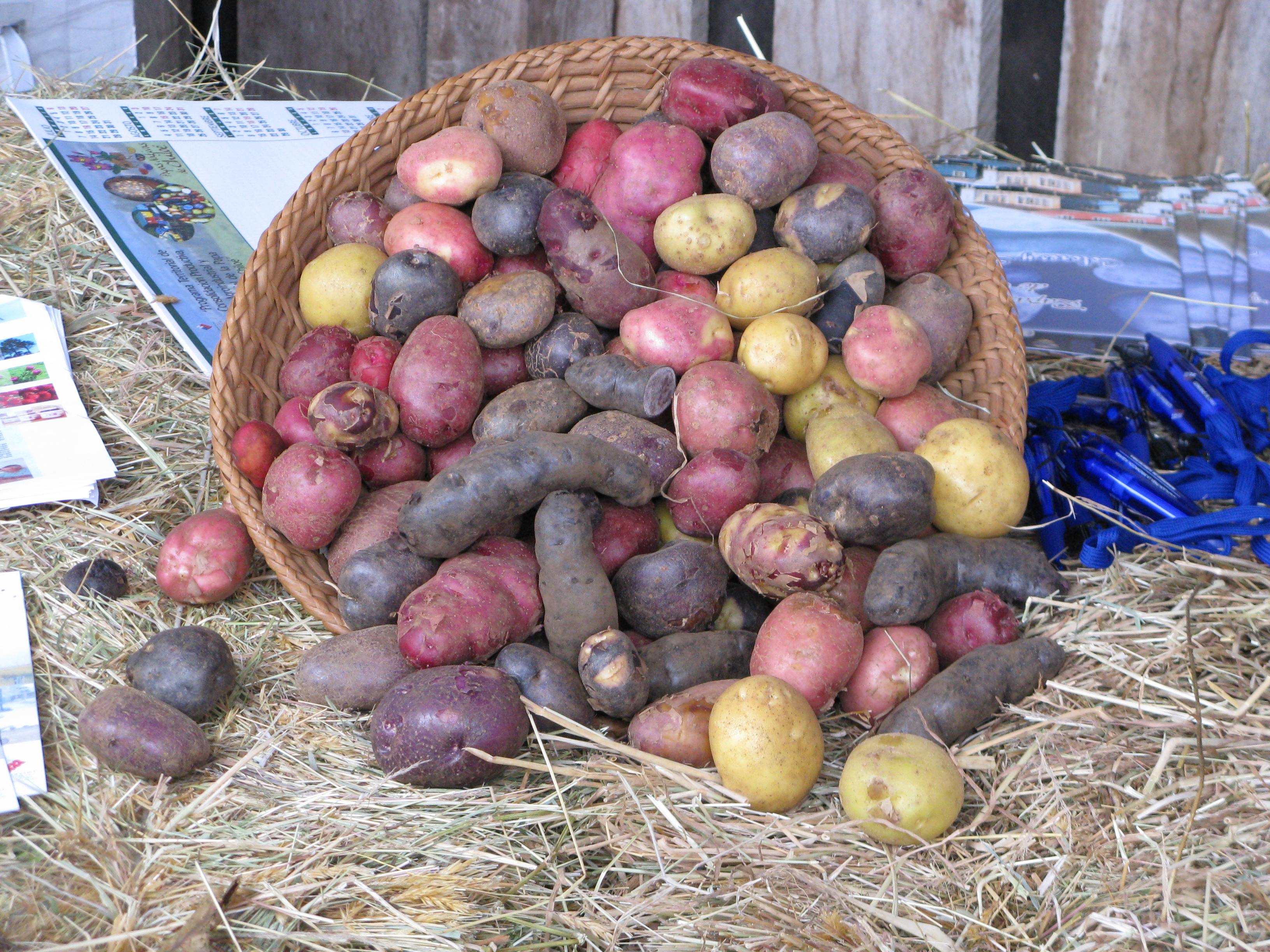
칠로에는 감자 다양성의 중심지이다.

칠로에 요리는 토착 초노족과 우일리체족의 선사 시대 전통에서 유래한다. 칠로테 요리의 특징으로는 땅속 화덕과 아사도 바비큐가 있다. 칠로테 요리는 생선, 개류, 그리고 군도의 여러 섬에서 자라는 다양한 감자를 광범위하게 사용한다. 칠로에는 감자 다양성의 중심지이며, 안데스 산맥 외부에서 재배되는 대부분의 감자(솔라눔 투베로숨 투베로숨 아종에 속함)의 기원지이다. 양고기는 가장 귀하게 여겨지는 육류로, 특히 크리스마스와 새해에 아사도로 먹고 준비된다. 사과 치차(사과주)는 흔한 알코올 음료이다. 다른 전형적인 알코올 음료로는 무르타도와 리코르 데 오로 리큐어가 있다.
전통 요리에는 쿠란토와 풀마이가 있다. 쿠란토는 물고기, 조개(알메하스), 담치(콜가스), 거대 따개비(피코로코스), 고기, 그리고 칠로에 감자를 잎으로 싸서 뜨거운 돌로 땅속 구덩이에서 조리하는 요리이다. 냄비에 장작불 위에서 조리할 수도 있으며, 그러면 풀마이가 된다.

### 신화
칠로에는 칼레우체, 트라우코, 핀코야, 인분체와 같은 많은 신화 속 동물과 영혼이 있는 풍부한 민속을 가지고 있다. 칠로테 신화는 칠로에 군도에 사는 토착 종교(초노족과 우일리체족)와 스페인 콩키스타도르들이 가져온 전설과 미신이 혼합된 것을 기반으로 한다. 1567년, 콩키스타도르들에 의한 칠로에 정복 과정은 독자적인 신화를 형성할 요소들의 융합을 가져왔다. 칠로테 신화는 비오비오강과 차카오 해협 사이에 있는 모든 스페인 정착지가 1598년 쿠랄라바 참사 이후 마푸체족에 의해 점령되거나 파괴되면서, 군도가 칠레의 다른 스페인 점령 지역으로부터 분리되었기 때문에 칠레 본토의 다른 믿음과 신화로부터 고립되어 번성했다.
칠로탄 신화에 따르면, 군도의 기원은 두 마리의 뱀, 텐 텐-빌루("땅"을 뜻하는 ten, "뱀"을 뜻하는 vilu)와 코이 코이-빌루("물"을 뜻하는 co, "뱀"을 뜻하는 vilu) 사이의 맹렬한 전투에 있다.

## 인구 통계

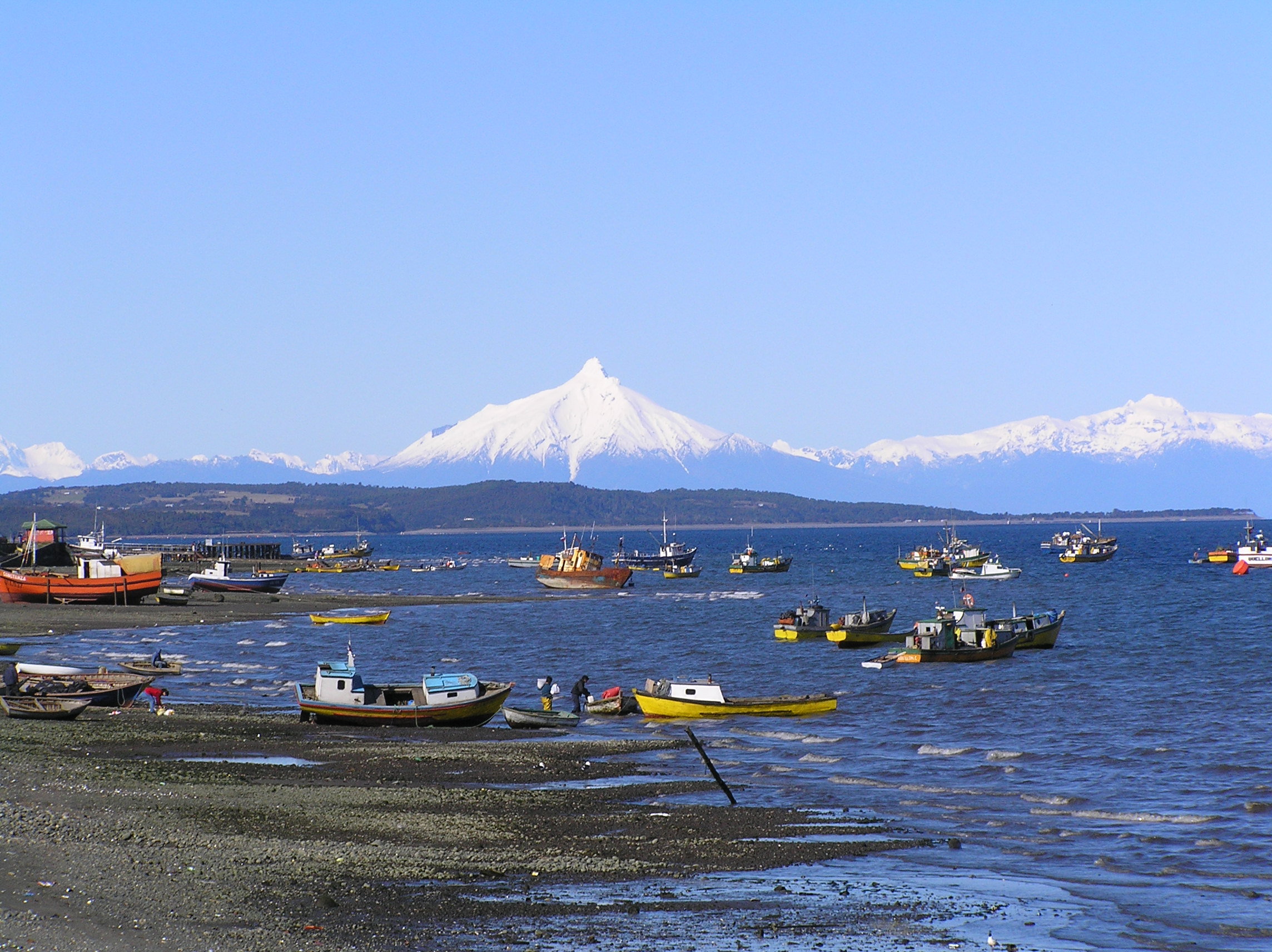
케욘의 어선들. 배경에는 코르코바도 화산이 있다.

2002년 인구 조사에 따르면 현의 인구는 154,775명이었으며, 이 중 44%는 국립 통계 연구소(INE)에 따르면 농촌 지역에 거주했다. 칠로에 사람들은 칠로테라고 알려져 있다.
인구는 주로 원주민(우일리체족, 쿤코족, 파요족, 초노족)과 스페인인의 혼합에서 유래하며, 이후 다른 지역의 칠레인과 소수의 유럽인(예: 독일인과 크로아트인)의 기여가 있었다. 식민지 시대에는 인디언 마을(케일렌, 촌치, 테나운), 스페인 마을(차카오, 케나크), 그리고 다른 혼합 마을(카스트로, 달카우에 등)이 모두 존재했다.

## 경제
연어 수산양식, 관광, 농업, 목재가 섬 경제의 주요 축이다. 약 1,400개의 연어 양식장이 섬들에 퍼져 있다.

### 관광
LAN 항공은 2012년 11월에 작은 공항을 건설하여 칠로에를 이전보다 더 많은 관광객에게 개방했다. 공항이 카스트로에 개장하기 전에는 섬에 가는 유일한 방법은 페리였다. 주요 문화 명소로는 섬의 지역 문화, 해안선, 맑은 물이 있다. 섬의 일부 교회는 유네스코 세계유산이지만, 모든 교회가 항상 대중에게 공개되는 것은 아니다.
살아있는 문화유산 제공자와 여행사 간의 문화적, 조직적 장벽을 극복하기 위해 앙쿠드의 칠로에 교구는 "Fundación con Todos"(모두를 위한 재단)라는 사립 재단을 설립했다. 이 재단은 섬의 훼손된 교회를 보수하고 지역 주민들이 관광을 발전시키는 데 도움을 준다.
EOMF 및 칠로에 모델 숲과 협력하여 아르헨티나 및 칠레 문화 및 자연 유산 투어가 조직되었으며, 칠로에 3일 방문이 포함되어 일부 칠로테 가구가 처음으로 문화 유산 관광객을 호스팅할 수 있게 되었다. 방문은 성공적이었으며, 앞으로 더 많은 방문이 이루어져 다른 여행사들 사이에서 칠로에의 농촌 관광 네트워크의 신뢰성을 구축하는 데 도움이 될 것이다.오리게네스 투어 (2017년 10월 25일). “칠로에의 관광”. 《오리게네스 투어》. 2017년 10월 21일에 확인함.

## 지명
칠로에는 마푸체어의 칠웨(chillwe)에서 유래했으며, "갈매기 장소"를 의미한다. 칠(chill) 또는 칠레(chülle)는 갈색머리갈매기를 의미하며, 접미사 -we는 '장소'를 의미한다. 이 지역의 형용사와 데모님은 남성형은 칠로테(chilote), 여성형은 칠로타(chilota)이다.
군도 전역의 많은 지명은 16세기 스페인 도착 당시 우일리체어가 주요 토착어였음에도 불구하고 초노어 어원을 가지고 있다.

## 같이 보기
- 칠로에섬 교회군
- 칠로에의 역사